# 29155-ös egység
A 29155-ös egység egy orosz GRU-egység, amelynek feladata külföldi merényletek és más, az európai országok destabilizálására irányuló tevékenységek végzése. Az egység feltehetően legalább 2008 óta titokban működik, és létezése csak 2019-ben vált nyilvánosan ismertté.

## Szervezet és módszer
Az egység parancsnoka Andrei Vladimirovich Averyanov (ur) vezérőrnagy és a 161. Különleges Célú Különleges Kiképző Központ székhelyén, Moszkva keleti részén található.  Tagjai között vannak az afganisztáni, csecsenföldi és ukrajnai orosz háborúk veteránjai, akiket Denisz Szergejev (más néven Szergej Fedotov), Alekszandr Miskin (más néven Alekszandr Petrov), Anatolij Csepiga (más néven Ruszlan Boszihrov, az Orosz Föderáció Hőse, Oroszország legmagasabb kitüntetése) személyében azonosítottak, Szergej Ljutenkov (más néven Szergej Pavlov), Eduard Sishmakov (más néven Eduard Shirokov), Vladimir Moiseev (más néven Vladimir Popov), Ivan Terentyev (más néven Ivan Lebedev), Nikolay Ezhov (más néven Nikolay Kononikhin), Alexey Kalinin (más néven Alexei Nikitin) és Danil Kapralov (más néven Danil Stepanov).
A Le Monde 2019 decemberében francia hírszerzési kapcsolatokra hivatkozva arról számolt be, hogy 2014 és 2018 között 15, a 29155-ös egységgel kapcsolatban álló ügynök járt a francia Alpok Haute-Savoie régiójában, köztük Alekszandr Petrov és Ruszlan Boshirov, akiket a Szkripal-mérgezésért felelősnek tartanak. A GRU magas rangú tisztjét, Denisz Vjacseszlavovics Szergejevet (más néven Szergej Fedotov) a brit hatóságok azonosították annak a csapatnak a parancsnokaként, amely megmérgezte Szergej Szkripalt, orosz hadsereg volt katonatisztjét és a brit hírszerző ügynökség kettős ügynökét, valamint lányát, Julija Szkripalt. Anatolij Csepiga, a Szkripal-támadás egyik feltételezett elkövetője 2017-ben Averjanov lányának esküvőjén fényképezkedett.
Az egység műveleteit a biztonsági tisztviselők hanyagnak minősítették, mivel egyik művelet sem volt sikeres amelyhez köthetőek. Több akciót is sikertelenül kellett leállítani, például a 2016-os montenegrói puccskísérletet, amelyet az ország NATO-csatlakozása előtt rendeztek meg. Több esetben elegendő bizonyítékot hagytak hátra ahhoz, hogy az elkövetőket azonosítani lehessen. Biztonsági szakértők azt vélelmezték, hogy talán szándékosan választották-e ezt a módszert, hogy jelezzék az orosz rezsim minden ellenfelének, hogy sehol sincsenek biztonságban. Eerik-Niiles Kross, egykori észt hírszerzési vezető szerint az ilyen típusú titkosszolgálati műveletek a pszichológiai hadviselés részévé váltak.

## Tevékenységek
A 29155-ös egységet a Bellingcat oknyomozó oldal OSINT (nyílt forráskódú hírszerzés) segítségével összekapcsolta Emilian Gebrev bolgár fegyverkereskedő elleni 2015. áprilisi és a GRU egykori ezredese, Szergej Szkripal elleni 2018. márciusi merényletkísérleteivel, mindkét eseményt valószínűleg ugyanaz az ügynök felügyelte. Ben Macintyre a londoni The Times 2019. decemberi számában megjelent írása szerint az egységet tartják felelősnek egy moldovai destabilizációs kampányért és egy 2016-os sikertelen szerbbarát montenegrói puccskísérletért, beleértve egy Milo Đukanović miniszterelnök meggyilkolására és a parlament épületének erőszakos elfoglalására tett kísérletet. Oroszország minden vádat elutasított.
Andrej Babiš, Csehország miniszterelnöke 2021. április 17-én bejelentette, hogy a 2014-es Vrbětice lőszerraktárában történt robbantások mögött a 29155-ös egység áll. A cseh rendőrség két gyanúsítottról kér információt a nyilvánosságtól: Alekszandr Miskin (más néven Alekszandr Petrov), Anatolij Csepiga (alias Ruszlan Boširov). Ezek ugyanazok a férfiak, akiket a Bellingcat a Szkripal-mérgezés ügyében azonosított.

### Állítólagos fejpénzprogram
2020-ban a CIA egy értékelése arról számolt be, hogy a 29155-ös egység fejpénzprogramot működtetett, amely pénzjutalmat ajánlott fel a tálibokhoz köthető fegyveres militánsoknak, ha amerikai és más koalíciós katonákat öltek meg Afganisztánban. Az értékelés szerint több amerikai katona halt meg ennek a programnak a következtében. A New York Times szerint július 1-jén a Nemzeti Hírszerzési Tanács egy olyan dokumentumot adott ki, amelyben a különböző hírszerző ügynökségek a rendelkezésre álló bizonyítékok alapján - amelyek részben az afganisztáni kormány által elfogott iszlamista fegyveresek kihallgatásaiból származnak - értékelték a fejpénzprogram létezésének hitelességét. Névtelen tisztviselők, akik látták a feljegyzést, azt mondták, hogy "a CIA és a Nemzeti Terrorelhárítási Központ közepes bizalommal – azaz hiteles forrásból származó és hihető, de a közel sem biztosra vehető" – értékelte, hogy fejpénzt ajánlottak fel. A hírszerző közösség más tagjai, köztük a Nemzetbiztonsági Ügynökség is, azt mondták, hogy "nem rendelkeztek olyan információkkal, amelyek ugyanilyen szinten alátámasztották volna ezt a következtetést", ezért kevésbé bíztak a következtetésben. Oroszország és a tálibok is tagadták a program létezését. 2020 júliusában Mark Esper védelmi miniszter kijelentette, hogy Kenneth McKenzie tábornok és Scott Miller tábornok, az Egyesült Államok afganisztáni katonai főparancsnoka nem tartották "a jelentéseket hitelesnek, amikor utánanéztek az állításoknak". Kenneth McKenzie tábornok, az Egyesült Államok Központi Parancsnokságának parancsnoka azt mondta, hogy nem talált "ok-okozati összefüggést" a bejelentett fejpénzek és a tényleges amerikai katonai halálesetek között.

### Állítólagos kapcsolat a Havanna-szindrómával
2024 áprilisában a 60 percben a Der Spiegel és a The Insider egy „közös vizsgálatot” tett közzé, amely szerint a 29155-ös egység kapcsolatba hozható a Havanna-szindróma eseteivel, amelyek során amerikai alkalmazottak vagy családtagjaik a fájdalomtól és a fülcsengéstől a kognitív zavarokig terjedő tüneteket tapasztaltak. Roman Dobrokhotov, Christo Grozev és Michael Weiss egy éven át tartó együttműködésének központi megállapításai között szerepelt, hogy az egység vezető tagjai kitüntetéseket és politikai előléptetéseket kaptak a nem halálos akusztikus fegyverek fejlesztésével kapcsolatos munkájukért; és hogy az egység tagjai a világ különböző pontjaira geolokalizálták magukat közvetlenül a bejelentett incidensek előtt vagy azok idején.

## Fordítás
Ez a szócikk részben vagy egészben  a   GRU Unit 29155 című angol Wikipédia-szócikk ezen változatának fordításán alapul.  Az eredeti cikk szerkesztőit annak laptörténete sorolja fel. Ez a jelzés csupán a megfogalmazás eredetét és a szerzői jogokat jelzi, nem szolgál a cikkben szereplő információk forrásmegjelöléseként.